# Rainbow Serpent Festival
Rainbow Serpent Festival  je četverodnevni godišnji muzički i umetnički festival na otvorenom koji se održava tokom vikenda Dana Australije (26. januara), u Lektonu, Viktorija, Australija. Festival je uglavnom poznat po svojoj fokusiranosti na elektronsku muziku, sa psihodeličnim trensom, minimalnim tehno i  muzikom na svojoj glavnoj bini, ali sada sadrži muziku u mnogim žanrovima, mnogo umetničkih instalacija, radionica i drugih atrakcija kao što su tržište štandovi, lekovita umetnost i multikulturna hrana.

## Istorija
Ime Rainbow Serpent  potiče od mita o stvaranju snova domorodačkih Australijanaca o duginoj zmiji. Prvo izdanje festivala bilo je 1998. godine.

## Opis
Festival traje više od četiri dana, na dugi vikend koji je uvek najbliži Danu Australije, na otvorenom zemljištu blizu Lektona, u Viktoriji. Uglavnom je poznata po elektronskoj muzici, sa podžanrovima psihodeličnim transom, minimalnim tehno i  muzikom, ali sada sadrži muziku u mnogim žanrovima, kao i umetničke instalacije, radionice i druge atrakcije. Postoje prodajne pijace, lekovita umetnost i multikulturalna hrana.
Muzika je predstavljena na više zasebnih bina i u njoj su prisutni australijski i međunarodni muzičari. Svake godine na festivalu prisustvuje oko 12.000 ljudi. Mnogi se oblače u raznobojne kostime, često sa šljokicama i perlicama. Neki od dana imaju teme; tokom 2016. godine, ove teme su uključivale zabave različitih boja i „dan safarija“.
Festival je izrastao iz malog okupljanja do stalnog mesta na kome se smeštaju hiljade ljudi. Organizator Tim Harvei očekuje da će ljudi putovati iz cele Viktorije da bi prisustvovali događaju. Tim Harvei je rekao da su organizovane grupe obožavatelja iz Cairnsa, zapadne Australije, pa čak i Japana i Novog Zelanda, napravile putovanje povodom festivala. Polaznici festivala mogu očekivati da će videti više od 100 izvođača u raznim muzičkim žanrovima.

## Pozornice
Na veb stranici festivala 2020. navedeno je pet pozornica: Main, Market, Sunset, The Playground, i Temple. 

### 
Glavna pozornica (енгл. Main Stage) se fokusira na jaču muziku poput psihodeličnog trensa. Obično pozornica počinje ambijentalnim činom i postepeno povećava energiju tokom noći. Main stejdž traje 20 sati sa početkom u 20:00h u subotu uveče, a završava se u 16:00h u nedelju popodne.
Tržišna pozornica (енгл. Market Stage) svira veliki izbor muzike u rasponu od ambijentalne muzike, glitch hop-a i tehnološke kuće do psihodeličnog trensa. Market stejdž je najduža faza festivala, koja počinje u petak uveče, a završava se rano u ponedeljak uveče, traje oko 72 sata neprekidno, bez odmora, osim jednog sata ceremonije otvaranja glavne pozornice. Mnoge zvezde se zapravo igraju na Market stejdžu, a ne na Main stejdžu, zavisno od njihovog muzičkog stila. Ponedeljkovo popodne na  Market stejdžu smatran je kao jedan od glavnih događaja festivala, slično subotnjoj večeri na Main stejdžu.
Pozornica zalaska (енгл. Sunset Stage) svira različitu muziku tokom festivala, međutim zatvara se tokom 24 sata otvaranja Main pozornice. Staza Sunset stejdža ima više akata i žanrova nego što to pružaju pozornica Market i Main pozornica.
Pozornica-igralište (енгл. The Playground Stage) je predstavljena na festivalu 2009. godine, fokusirana je na uživo muziku. Žanrovi koji se tiču uključuju dub, reggae, hip-hop, funk, folk, electro-sving i jazz. Takođe izlaže ne-muzičke izvođače u rasponu od mađioničara do komičara, mimeja i vatrenih tvirlera.
- Izvođač na Rainbow Serpent festivalu
- na  festivalu

## Problemi
Organizatori festivala kritikovani su zbog broja droga i seksualnih napada na događaju, a tokom 2016. godine bila je dovedena u pitanje budućnost festivala. Navijači su branili festival kao odgovor na kritične izveštaje.
Festival ima prostor socijalnih usluga pod nazivom "Gnezdo" koji se bavi primerima seksualnog napada i uznemiravanja. Žrtvama je dat pristup uslugama savetovanja i podrške i medicinskim resursima.

## Preporučeno
- Exit

## Spoljašnje veze
- Zvanični veb sajt